# Прибылов, Виктор Владимирович
Виктор Владимирович Прибылов (род. 24 мая 1957) — советский хоккеист, нападающий.
Всю непродолжительную карьеру провёл в ленинградских командах. Выступал за клубы второй лиги «Шторм» (1975/76) и «Ижорец» (1980/81). В сезонах 197576 — 1978/79 играл в высшей лиге за СКА.